# 2820 Iisalmi
A 2820 Iisalmi (ideiglenes jelöléssel 1942 RU) a Naprendszer kisbolygóövében található aszteroida. Yrjö Väisälä fedezte fel 1942. szeptember 8-án.